# Brooklyn Italians Soccer Club
Il Brooklyn Italians Soccer Club è una società calcistica statunitense di New York la cui sede è nel borough cittadino di Brooklyn.

## Storia
Fondato nel 1949 da John DeVivo è la formazione che rappresenta la comunità italiana nella città di New York.
Negli anni di attività ha militato in diverse leghe professionistiche e semi-professionistiche come la Metropolitan Soccer League, American Soccer League, National Soccer League of New York (dove vinse due titoli), German-American Soccer League (vinse un titolo) poi diventata Cosmopolitan Soccer League (cinque titoli) e la North Eastern Super Soccer League.
Attualmente milita nella National Premier Soccer League.

## National Cup
Gli Italians si sono distinti più volte anche in Lamar Hunt U.S. Open Cup, la coppa nazionale statunitense, raggiungendo per quattro volte la finale. La prima nel 1979 con al denominazione Brooklyn Dodgers S.C., vincendo il titolo battendo la Croatian S.C. per due a uno.
La seconda due anni dopo, nel 1981, ma questa volta i Dodgers si dovettero piegare alla formazione dei Maccabi Los Angeles Soccer Club, perdendo con un sonoro cinque a uno.
Nove anni dopo raggiunsero nuovamente la finale ritornando a denominarsi Brooklyn Italians, ma al Kuntz Stadium di Indianapolis vennero sconfitti di misura dai Chicago Eagles per due a uno.
L'anno successivo, il 1991, fecero la loro ultima apparizione nella finale di National Cup battendo i Richardson Rockets per due a uno allo stadio del Brooklyn College a New York.

## Denominazioni
- 1949–1961 -  Brooklyn Italians
- 1961–1962 -  Inter-Brooklyn Italians
- 1962–1963 -  Inter Soccer Club
- 1963–1964 -  Boca Juniors
- 1964–1991 -  Brooklyn Dodgers S.C. (1979-1981) e  Palermo Football Club[1] (1969-1972)
- 1991–presente -  Brooklyn Italians

## Palmarès

### Competizioni nazionali
- Lamar Hunt U.S. Open Cup: 2

1979, 1991

### Altri piazzamenti
- American Soccer League:

Secondo posto: 1961-1962, 1962-1963
- U.S. Open Cup:

Finalista: 1981, 1990